# جاناكي فينكاتارامان
جاناكي فينكاتارامان (13 أغسطس1921-2010م) كانت السيدة الأولى للهند من عام 1987م حتى عام 1992م، حيث كانت زوجة الرئيس الهندي فينكاتارامان الذي شغل منصب رئيس دولة الهند من 25 يوليو 1987م حتى 25 يوليو 1992م.

## سيرتها الشخصية
ولدت جاناكي في باجو، بورما وهي ابنة أبوين هنديين من التاميل آير، وهما كامالا وكريشنا إيير. توفيت والدتها وهي في الخامسة من عمرها ولأن والدها لم يتزوج مرة أخرى، فقد ساعدت في الأعمال المنزلية مع إخوتها. تزوجت جاناكي من آر فينكاتارامان في عام 1938م وأنجب منها ثلاث بنات. اعتبرها جوبال غاندي «متدينة» في هندوسيتها. فبعد زواجها، ازداد نشاط زوجها السياسي والنقابي ولمساعدته، أصبحت شريكة في مجلة قانون العمل التي أسسها.
كانت جاناكي ناشطة في مجال حقوق الإنسان وقادت «مئات من المؤيدين» في الاحتجاجات على عنف الحرب الذي ارتُكب ضد النساء خلال حرب بنغلاديش. كانت ناشطة نسوية متحمسة وتدعم اعتماد المرأة على نفسها، فضلاً عن كونها إنسانية تعمل في مشاريع للفقراء.
بالإضافة إلى ذلك، كانت ناشطة في مجال حقوق الحيوان ترفض ارتداء الحرير الذي يتطلب قتل الديدان وبدلاً من ذلك قامت بترويج ارتداء حرير أهيمسا والذي لا يتطلب إيذاء الشرنقة. أدى ترويجها لارتداء الساري الذي تم إنشاؤه دون الإضرار بدودة القز إلى انتشار الحرير أهميسا (المعروف أيضًا باسم «حرير التوت») وألهم رواد الأعمال لتطوير التكنولوجيا بشكل أكبر. بالإضافة إلى حصولها على براءة اختراع، حيث بدأت جمعية ولاية أندرا براديش التعاونية للنساج اليدويون في تسويق منتجاتها من «الحرير البري النباتي» إلى ماركات الأزياء الراقية.
عندما تم إنتاج فيلم وثائقي عن حياة زوجها، تم ضم جاناكي في إطار واحد فقط، فطلبت إزالة دورها. فضًلت أن يتم «ملاحظتها في الغياب على أن يتم تجاهلها بدور صغير». رافقت زوجها في زيارات رسمية وكانت الوجه العام لـ «الأنوثة الهندية» خلال فترة رئاسته كسيدة أولى نشطة وكانت مسؤولة عن تنفيذ برامج الرعاية الاجتماعية التي جاءت من مكتب الرئيس.
توفيت جاناكي فينكاتارامان في 13 أغسطس 2010م، بعد عام ونصف من وفاة زوجها وكانت حياتها مع بناتها الثلاث.